# Паранормальные явления. Мост призраков
«Паранормальные явления. Мост призраков» (кит. 女鬼橋) — тайваньский детективный фильм ужасов 2020 года режиссёра Лестера Си. В главной роли: Саммер Мэн. Несмотря на название фильма в официальной русскоязычной локализации, он не имеет никакого отношения к медиафраншизе «Паранормальное явление».
Мировая премьера фильма состоялась на родине 27 февраля 2020 года. 27 августа 2020 года он вышел на онлайн-сервисах в США. Премьера в России — 11 апреля 2024 года.
Фильм получил адаптацию в виде видеоигры The Bridge Curse: Road to Salvation, вышедшей в 2022 году.

## Сюжет
Основан на легенде о мосте с привидениями в Дунхайском университете.
Студенты университета, планирующие устроить тест на смелость для своих однокурсников, выбирают для проведения испытания кампусный мост, на котором, по табуированной легенде, обитает мстительная женщина-призрак.

## В ролях
- Саммер Мэн[англ.] — журналистка
- Джей Си Линь — Чуан
- Чжань Ваньжу — Ши
- Вера Ень — Санну
- Чжан Нин — Синь Цзяо

## Восприятие
Актриса Чжань Ваньжу была отмечена номинацией на премию Тайбэйского кинофестиваля за лучшую женскую роль второго плана.
По мнению автора RussoRosso Артёма Петрова, «Си удачно реализовал городскую легенду, превратив её в жуткую историю о цикличном проклятии в лучших традициях классических японских хорроров».
Хан Чунг из Taipei Times отметил, что, хотя в фильме «есть правильные элементы, идеи и технические возможности», а финальный поворот «определенно заставит людей говорить о нём», фильм всё же «нуждается в лучшем структурировании» и «может быть намного страшнее».

## Сиквел
В 2023 году Си выпустил продолжение истории под названием «Паранормальные явления: Другое измерение».